# Transferoviar Grup

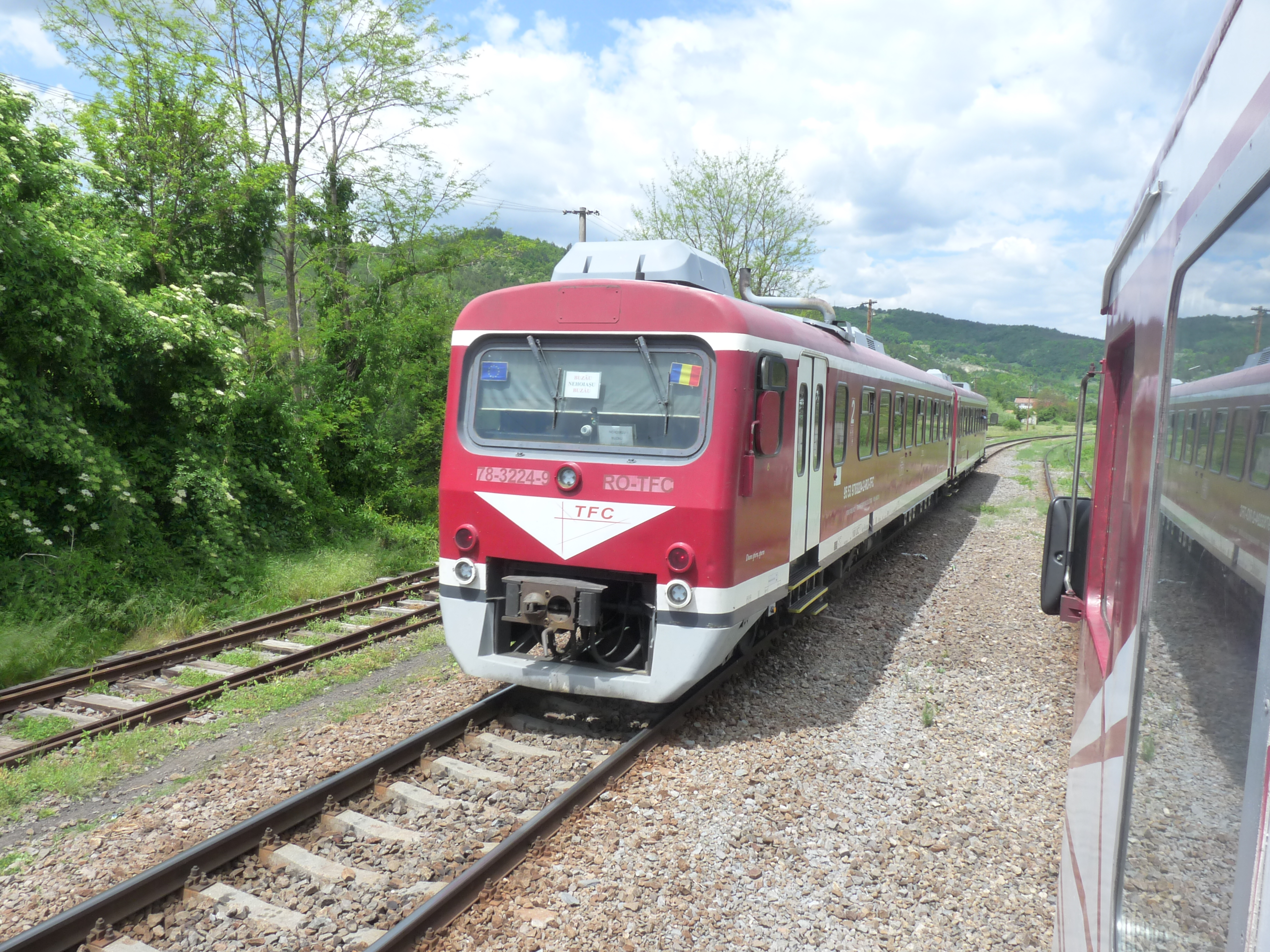
Wadloper/DH2 type DMU, à Pătârlagele.

Transferoviar Grup (TFG) est une compagnie ferroviaire privée en Roumanie, fondée en 2003. Au départ, la société n'exploitait que des trains de marchandises, mais en 2010, elle s'est également lancée dans les services de passagers.
Outre le transport de marchandises, elle gère quelques lignes secondaires louées, dont la plupart sont exploitées avec des trains de voyageurs par sa filiale à 100 % :
- Bucarest - Oltenița
- Buzau - Nehoiaşu
- Galați - Târgu Bujor - Bârlad
- Buda – Slanic
- Costesti – Roșiori

## Transport de passagers
Les trains de voyageurs sont gérés par une filiale de Transferoviar Grup, Transferoviar Călători, utilisant principalement d'anciennes unités multiples DB Class VT 24, VT 614 et ex-NS DH2 Diesel.
Elle exploite également plusieurs trains sur les lignes principales Bucarest - Buzău, Buzău - Galați et Cluj-Napoca.